# Neun-Grad-Kanal
Koordinaten: 9° 0′ N, 73° 0′ O

Karte von Lakshadweep, im Süden der Neun-Grad-Kanal

Der Neun-Grad-Kanal (englisch Nine Degree Channel) ist eine Meeresstraße innerhalb von Lakshadweep, einem indischen Unionsterritorium. Er verläuft zwischen den Lakkadiven und der Insel Minicoy.
Der Breitenkreis neun Grad nördlich des Äquators verläuft durch den Kanal, wovon der Name abgeleitet ist. Der Kanal ist etwa 200 km breit, sehr tief und frei von Gefahren für die Schifffahrt. In der Investigator Bank nordöstlich von Minicoy beträgt seine geringste Tiefe 217 m. Da ein großer Teil des Seeverkehrs zwischen Ostasien und dem Persischen Golf durch die Meeresstraße verläuft, gilt er als strategisch wichtig.